# عزت نفس
حرمت نفس، عزت نفس یا خودارجمندی (به انگلیسی: Self-esteem) اصطلاحی در روان‌شناسی است که بازتاب ارزیابی یا برآورد یک فرد از ارزش‌های خود می‌باشد. عزت نفس عبارت است از درجه تصویب و تأیید یا احساس ارزشی که فرد نسبت به خود ادراک یا برآورد می‌کند.
عزت نفس با میزان آگاهی و درکی که فرد از ارزشمندی خود نسبت به تمام جنبه‌های وجودی‌اش دارد، تعریف می‌شود.

## توضیح
عزت نفس را می‌توان با عوامل مختلفی توضیح داد؛ از جمله، فردی که عزت نفس دارد معتقد است که انسان و هر آنچه که در بیرون از او است، ارزشمند است و به دلیل ارزشمند بودن نمی‌توان او را قربانی اعتقادهای دیگران کرد. عامل بعد اینکه همهٔ انسان‌ها با هم برابرند؛ یعنی بین افراد مختلف با نژادها و قومیت‌های مختلف هیچ فرقی وجود ندارد. عامل دیگر خوددوستی و احساس رضایت داشتن از آنچه که هستم و همین‌طور نداشتن شرم از وجود خود است. اصولاً حرمت نفس را می‌توان در امور مختلف زندگی شرح داد. افرادی که دارای حرمت نفس پایینی هستند در زندگی خود با مشکلات فراوانی روبه‌رو می‌شوند.
به باورکارل راجرز تمامی انسان‌ها به حرمت نفس و عزت نفس نیازمندند. در درجهٔ نخست، عزت نفس نشان دهندهٔ احترامی است که دیگران برای ما قائل‌اند. هنگامی که پدر و مادر به فرزندان خود، توجه مثبت غیر شرطی نشان می‌دهند و آن‌ها را جدای از رفتارهایشان به عنوان انسان‌هایی که از شایستگی‌های درونی برخوردارند می‌پذیرند، در اصل به رشد عزت نفس آن‌ها کمک می‌کنند. اما هنگامی که والدین به کودکان توجه مثبت شرطی نشان داده و در واقع هنگامی آن‌ها را می‌پذیرند که به شیوهٔ مورد نظر و مطلوب رفتار می‌کنند، کودکان در شرایط ارزشی قرار می‌گیرند و گمان می‌کنند که فقط هنگامی شایستگی دارند که مطابق با خواست والدین رفتار کنند.

## جایگاه
عزت نفس یکی از عوامل تعیین‌کننده رفتار در انسان به‌شمار می‌رود در حقیقت برداشت و قضاوتی که افراد از خود دارند تعیین‌کننده چگونگی برخورد آن‌ها با مسائل مختلف است. فردی که عزت نفس پایین دارد و برای خود ارزش و احترامی قائل نیست ممکن است دچار انزوا، گوشه‌گیری یا پرخاشگری و رفتارهای ضداجتماعی شود. عزت نفس را می‌توان مجموعه‌ای از افکار، احساسات، عواطف و تجربه‌ها تصور کرد که در فرایند زندگی اجتماعی شکل می‌گیرند. مجموعه هزاران برداشت، ارزیابی و تجربه‌ای که فرد از خود دارد، باعث می‌شود که نسبت به خود احساس خوشایند، ارزشمند بودن یا برعکس آن را داشته باشد.

## عوامل عزت نفس پایین
برای آنکه هر شخص توان بالقوه‌ منحصر به فردی دارد، کودکانی که به شرایط ارزشی دچار می‌گردند، تا اندازه‌ای در درون خویش احساس ناامیدی می‌کنند. آن‌ها نمی‌توانند کاملاً مطابق با خواست دیگران عمل کنند، و با خود نیز روراست باشند. اما، این به این معنا نیست که ابراز خود ناگزیر به تعارض منجر می‌گردد. به باور کارل راجرز هنگامی که در تلاش برای رسیدن به توان بالقوهٔ خویش، دچار ناکامی می‌گردیم، به دیگران آسیب می‌زنیم یا به شیوه‌های ضد اجتماعی رفتار می‌نماییم. اگر پدر و مادر و دیگران تفاوت‌هایمان را دوست بدارند و آن‌ها را تحمل نمایند ما نیز آن تفاوت‌ها را دوست خواهیم داشت. حتی اگر ترجیحات، توانایی‌ها و ارزش‌هایمان با یکدیگر متفاوت باشد. اما در بعضی از خانواده‌ها کودکان می‌آموزند که داشتن برخی باورها به ویژه در مورد موضوعات جنسی، سیاسی و مذهبی زشت است. از این رو هنگامی که می‌فهمند مورد تأیید والدین و بزرگ‌ترها نیستند، خود را شخصی نافرمان می‌بینند؛ و به احساس‌هایی چون حماقت و شیطنت دچار می‌شوند؛ بنابراین اگر بخواهند خودپنداره و عزت نفس سازگاری داشته باشند باید احساس‌های خویش را انکار و بخشی از وجود خود را پنهان نمایند. بدین ترتیب خودپندارهٔ آن‌ها تحریف می‌گردد. بنابه گفته راجرز آگاهی از وجود احساس‌ها و تمایلات ناسازگار با خود پندارهٔ تحریف شده موجب اضطراب می‌گردد و چون اضطراب ناخوشایند می‌باشد شخص تلاش می‌کند تا وجود احساس‌ها و تمایلات واقعی و اصیل خویش را انکار کند. به باور راجرز مسیر خود شکوفایی به روراست بودن با احساس‌های واقعی، پذیرفتن و عمل نمودن به آن‌ها نیاز دارد و این هدف اصلی روش روان درمانی راجرز یعنی درمان مراجع محور است. او معتقد بود که ما در بارهٔ اینکه چه کسی می‌توانیم باشیم، تصورات ذهنی داریم. این تصورات که خود آرمانی نام دارد مارا برمی‌انگیزد تا تفاوت بین خودپنداره و خود آرمانی را کاهش دهیم.
«کاری نکنیم که کودکانمان یک عمر عذاب بکشند»

## ریشه‌یابی عزت نفس پایین و دلایل روانشناسان
زدن کودک به او می‌آموزد که نسبت به خود احساس بدی داشته و عزت نفس‌اش را برای همیشه از دست بدهد. زدن کودک به بهانه تنبیه باعث می‌شود که او احساس عجز و ناامیدی کرده و به‌مرور افسرده شود و این در حالی است که «عزت نفس پائین» نیز می‌تواند تا آخر عمر همراه این کودک بماند. ازاین‌رو اگر از کودک اشتباهی سر زد باید در وهله اول حتی ادای کتک زدن را نیز نمایش نداد، چراکه می‌تواند مانند ضربه‌هایی روح او را برای همیشه زخمی‌کند. همچنین کودکان در صورت کتک خوردن کنترل درون خود را ازدست‌داده و همیشه برای تشخیص درست از غلط چشمشان به تصمیم دیگران خواهد بود.
کودک انسانی در ۳۶ ماه اول زندگی به  دنبال یک پرسش اساسی است. آیا من خوب هستم یا بد؟
والدینی که تحت عنوان تربیت از روش‌هایی مثل تنبیه فیزیکی، تحقیر، مقایسه و … استفاده می‌کنند؛ در واقع کودک را به این نتیجه ذهنی و با تکرار این رفتارها به این باور می‌رسانند که "من بد هستم و هر چیز مرتبط با من بد است!". این باور می‌تواند بقدری گسترش یافته و قوت بگیرد که کودک تا پایان عمر نام خود، قیافه و هیکل خود، حرف زدن خود، لباس پوشیدن خود، افکار، احساسات و عملکرد خود و اصولاً هر چیز مربوط به خود را بد، نامناسب، ناکافی و ناشایست بداند. این افراد گاه حتی نادانسته از خود بیزار و متنفرند.

## افزایش عزت‌ نفس
ناتانیل براندن که یکی از معروف‌ترین روانشناسانی است که در زمینه عزت نفس مطالعه کرده‌است، خودپذیری را یکی از عوامل مهم در افزایش عزت نفس می‌داند؛ یعنی به جای اینکه شخص خودش را تحقیر کند، احساسات و افکار و رفتارش را بپذیرید و خودش را دوست داشته باشد. او عامل دوم را داشتن زندگی آگاهانه می‌داند. به این معنی که هر آنچه وجود دارد را همان گونه که هست بپذیریم. قبول کنیم که ما نقاط قوت و ضعفی داریم. در زندگی امکاناتی داریم و مشکلاتی هم وجود دارد.